# Gare de Turenki
La gare de Turenki (en finnois : Turengin rautatieasema, en suédois : Jokela järnvägsstation) est une gare ferroviaire du transport ferroviaire de la banlieue d'Helsinki située dans l'unité urbaine de Turenki à Janakkala en Finlande.

## Situation ferroviaire
La gare de Turenki est entre la gare de Ryttylä et la gare d'Hämeenlinna.

## Histoire
À l'origine, dans les années 1850, la construction de la gare est prévue à Leppäkoski, à six kilomètres en direction de Riihimäki.
En 1858, Turenki apparaît dans les plans, ce qui était une option pour l'intersection du chemin de fer de Saint-Pétersbourg.
Lorsque le chemin de fer est arrivé dans la localité, Turenki était un petit village rural à  six kilomètres de l'église de Janakkala.
Cependant, il était bien situé car la gare se trouvait à l'intersection de l'ancienne route Helsinki-Hämeenlinna avec une bifurcation en direction de Lammi.
De plus, on estimait alors que le village se développerait sous l'influence de Hämeenlinna.
La population de Turenki a commencé à croître après les guerres grâce à la sucrerie établie en 1940.
En 1960, Turenki comptait environ 2 600 habitants, en 1980 près de 6 000 et au début des années 2000 plus de 7 000.
Turenki est devenu le centre de la municipalité de Janakkala.
La gare de Turenki est l'une des plus anciennes de Finlande, car elle est sur le premier tronçon de la ligne Helsinki-Hämeenlinna qui a été ouverte en 1862.
Le bâtiment de la gare en bois conçu par Carl Albert Edelfelt de la même année est presque dans sa forme d'origine, seule la tour sur le toit a été démolie.
La gare est un site protégé de la direction des musées de Finlande.
Son utilisation a cessé en 1995 et le bâtiment de la gare a été transféré aux propriétés du Sénat en 2007.

## Service des voyageurs
La gare de Turenki est desservie par les trains de banlieue R et D.